# Корчминка
Корчминка — посёлок в Брянском районе Брянской области, в составе Нетьинского сельского поселения. Расположен в 3 км к северу от деревни Глаженка. Население — 65 человек (2010).

## История
Возник в 1920-е годы. До 1930-х гг. в Соколовском сельсовете, затем до 1959 года — в Глаженском, в 1959—1982 гг. — в Толвинском сельсовете.
| Годы      | 1926 | 1979 | 1989 | 2002 | 2010 |
| --------- | ---- | ---- | ---- | ---- | ---- |
| Население | 95   | 180  | 104  | 68   | 65   |